# Sphodromantis gestri
Sphodromantis gestri är en bönsyrseart som beskrevs av Giglio-tos 1912. Sphodromantis gestri ingår i släktet Sphodromantis och familjen Mantidae. Inga underarter finns listade i Catalogue of Life.